# Мефедрон
Мефедронът (също 4-метилметкатинон) е синтетично вещество с психостимулиращ и емпатогенен ефект. Принадлежи към групата на синтетичните катинони.

## Описание
Мефедронът първоначално е създаден с цел да бъде законна алтернатива на съществуващите незаконни наркотични вещества със същото действие. Предизвиква еуфория, чувство на свързаност с околните, но също така и тревожност, безсъние, замаяност, болка и други.
Може да предизвика зависимост. В Европейския съюз към 2010 година са известни два смъртни случая, които изглежда, че са следствие от употребата на мефедрон. Също така тогава при най-малко 37 други смъртни случая е открит мефедрон в проби, взети след смъртта.